# Suisse holsteinoise
La Suisse holsteinoise est la région de basse montagne de l'est du Holstein, une région qui s'est formée pendant la glaciation vistulienne. Le paysage culturel comprend notamment le parc naturel de la Suisse holsteinoise et est l'une des régions touristiques les plus importantes du nord de l'Allemagne.

## Géographie
La Suisse holsteinoise se situe dans l'est du Land du Schleswig-Holstein. La région dans le paysage historique du Wagrie n'est pas précisément délimitée géographiquement ou administrativement. Elle est en grande partie dans les arrondissements du Holstein-de-l'Est et de Plön, à peu près entre les villes de Lübeck et Kiel et s'étend jusqu'à la mer Baltique. Les lieux d'habitations les plus importants sont Malente, Lütjenburg, Oldenburg in Holstein, Preetz et les cités historiques d'Eutin et Plön.
La région a un paysage varié selon les jeunes moraines du Schleswig-Holsteinisches Hügelland pendant la glaciation vistulienne. Des zones forestières plus petites alternent avec des terres arables structurées par des plis et la forme du paysage est déterminée par des collines basses, entre lesquelles il y a un grand nombre de lacs. Beaucoup sont traversés par des rivières et des plaines inondables, comme la Schwentine, qui se jette dans le fœrde de Kiel, ou la Kossau, qui se jette dans le Großer Binnensee.
Le point culminant de la Suisse holsteinoise est la Bungsberg à 168 m d'altitude, près de Schönwalde, aussi le point culminant du Schleswig-Holstein.

## Toponymie
Le nom de Suisse holsteinoise remonte au XIXe siècle, lorsque les voyages dans les Alpes suisses sont populaires ; c'est pourquoi d'autres régions se sont également efforcées de se donner le nom ou le suffixe « Suisse ». Le 20 mai 1885, Eutin Johannes Janus ouvre l'hôtel « Holsteinische Schweiz » au bord du Kellersee à Krummsee (Malente), qui connaît un grand succès. Le nom de l'hôtel donne son nom à la gare proche et plus tard à toute la région.

## Histoire
La Suisse holsteinoise est habitée depuis plusieurs milliers d'années. Au début du Moyen Âge, la région est encore en partie habitée par les Wendes, dont on retrouve des traces à Oldenbourg par exemple, et qui fondent également Plön et Eutin. La région est colonisée au Moyen Âge et fait parie des royaumes francs à partir du IXe siècle. À la fin du Moyen Âge, les villes se développent en centres économiques plus petits et la noblesse terrienne agrandit ses demeures fortifiées, qui, au début de l'ère moderne, sont la base de domaines nobles. Les manoirs façonnent le paysage ainsi que l'économie d'environ 1500 au XXe siècle. À partir du XVIe siècle, Plön et Eutin se transforment en résidences de cour pour des branches de la maison d'Oldenbourg.
Une riche vie culturelle a lieu dans les domaines, que l'on peut voir dans la transition du XVIIIe siècle au XIXe siècle, par exemple Eutin est surnommée la Weimar du Nord. Jusqu'au milieu du XIXe siècle, la région est dominée par le Danemark, qui administre d'abord la région comme un fief puis l'intègre au Helstaten dans son ensemble. En 1867, la Suisse holsteinoise appartient désormais à la Prusse en tant que partie du Holstein. Après la fin de la Première Guerre mondiale, les fermes traditionnelles disparaissent peu à peu, après la fin de la Seconde Guerre mondiale, le tourisme prend une place prépondérante dans l'économie de la région.

## Tourisme
Le paysage agricole est caractérisé par de grands domaines aristocratiques, des fermes historiques, qui sont principalement formées de grandes fermes et de manoirs. Il s'agit par exemple de Panker, Testorf, Rantzau ou Hagen à Probsteierhagen. Le Gut Salzau abrite le centre culturel du Land jusqu'en 2011.
Pour les randonneurs, un sentier relie les cinq parcs naturels du Schleswig-Holstein. Les grands lacs sont en partie parcourus par des bateaux d'excursion, et le canoë et d'autres sports nautiques sont possibles sur les eaux. En raison de la proximité de la côte de la mer Baltique, plusieurs stations balnéaires se trouvent à proximité immédiate.

## Lacs
Par ordre croissant de superficie :
- Großer Plöner See 3 000 ha
- Selenter See 2 137 ha
- Kellersee 560 ha
- Dieksee 386 ha
- Lanker See 324 ha
- Behler See 277 ha
- Postsee 276 ha
- Kleiner Plöner See 239 ha
- Großer Eutiner See 230 ha
- Stocksee 207 ha
- Trammer See 163 ha
- Suhrer See 137 ha
- Vierer See 132 ha
- Schöhsee 78 ha
- Süseler See 77 ha
- Seedorfer See 76 ha
- Sibbersdorfer See 55 ha
- Stendorfer See 54 ha
- Seekamper See 45 ha
- Kleiner Eutiner See 37 ha
- Ukleisee 32 ha
- Schulensee 13 ha

## Source
- (de) Cet article est partiellement ou en totalité issu de l’article de Wikipédia en allemand intitulé « Holsteinische Schweiz » (voir la liste des auteurs).

1. ↑  (de) Volker Graap, « PR-Kampagne: Holsteinische Schweiz als Alternative zum Strand », sur Wochenspiegel, 2021 (consulté le 17 septembre 2021)
2. ↑  Ministère des Affaires étrangères de Belgique, Recueil consulaire contenant les rapports commerciaux des agents belges à l'étranger, vol. 93, 1896 (lire en ligne), p. 344
3. ↑  François Walter, « La montagne alpine : un dispositif esthétique et idéologique à l'échelle de l'Europe », evue d’histoire moderne & contemporaine, vol. 52, no 2,‎ 2005, p. 64-87 (lire en ligne)